# قبر جنرال
قبر جنرال یا قبر جرنیل که تلفظ محلی عبارت «قبر ژنرال» است، نام آرامگاه یک ژنرال انگلیسی در بندر بوشهر واقع در محله سنگی است.

## مشخصات
قبر جنرال که تلفظ محلی عبارت «قبر ژنرال» است، نام آرامگاه یک ژنرال انگلیسی در بندر بوشهر واقع در محله سنگی است که به‌شکل ابلیسک ساخته شده مدفن یکی از فرماندهان ارتش انگلستان است که در لشکرکشی بریتانیا به جنوب ایران، در واقعه هرات در سال ۱۸۵۶ میلادی به‌دست نیروهای ایرانی کشته شد. محوطه این مقبره که تا سال ۱۳۹۰ هجری خورشیدی به‌صورت باغی از درختان محلی بود و در سال یاد شده توسط شهرداری بندر بوشهر تبدیل به پارک گردید مدفن ۳۵ تن از سربازان انگلیسی است که در آن جنگ کشته شدند. نام این ژنرال انگلیسی به درستی روشن نیست و بر سر آن میان گزارش‌نویسان اختلاف است. برخی منابع می‌گویند این مقبره کتیبه‌ای به زبان انگلیسی داشته که روی آن نوشته شده بوده است: اینجا آرامگاه ژنرال «د-ت-د-م» است که به‌دست دلیران جنوب ایران کشته شد. برخی این مقبره را مدفن ژنرال اترام دانسته‌اند و برخی آن را متعلق به ژنرال استاکر ذکر کرده‌اند درحالی‌که ژنرال استاکر در جنگ کشته نشد بلکه در ۲۴ مارس ۱۸۵۷ در بوشهر خودکشی کرد. ژنرال اترام نیز در کلیسای وست‌مینستر مدفون است. نویسنده «فرهنگ بوشهر» حدس می‌زند که این، مقبره ژنرال استاپفورد(دیوید استاپفورد (DAVID STAPFORD)) است که در جنگ خوشاب (هشتم فوریه ۱۸۵۷) کشته شد. این سازه در تاریخ ۲۸ اسفند ۱۳۸۵ با شمارهٔ ثبت ۱۸۶۴۰ به‌عنوان یکی از آثار ملی ایران به ثبت رسیده است.